# 小行星29075
(29075) 1950 DA的臨時名稱是1950 DA，歸類為近地天體和有潛在威脅小行星，是直徑大約1.3（0.81英里）的阿波羅小行星。它曾經是撞擊地球機率最高的天體之一。在2002年，它有最高數值0.17的巴勒莫評級，可能在2880年與地球發生碰撞。自那時以來，估計的風險已經多次更改。在2025年1月，撞擊地球的機率修正為1/2,600（0.038%），巴勒莫評級為-0.93。自2018年起，它列在哨兵系統上具有最高累積的巴勒莫評級。因為2880年在未來的100年之後，1950 DA未列入杜林危險指數（在2780年後對應杜林指數2）。

## 發現和命名
1950 DA由卡爾·維爾塔寧於1950年2月23日在利克天文台首次觀測到。它被觀測了17天，之後就因為觀測時間不足，使維爾塔計算的軌道解有著極大的不確定性而失蹤了。在2000年12月31日，它重新被羅威爾天文台發現，並在2001年1月4日編號為2000 YK66。但2小時後就確認是1950 DA。

## 觀測
在2001年3月5日，1950 DA接近地球至0.0520726 AU（7,789,950 km；4,840,450 mi）的距離。阿雷西博和金石天文台從3月3日至7日都使用雷達研究它。
研究表明這顆小行星的直徑為1.1公里，並架設這是一顆逆向旋轉。由倫卡·薩魯諾娃和彼得·普拉韋奇以光學分析光變曲線表明它的自轉週期為2.1216±0.0001小時。由於它的自轉週期短和雷達的高反射率，1950 DA被認為有相當高的密度（超過3.5 g/cm³，假設沒有內部的張力），並且可能由鐵、鎳組成。在2014年8月，田納西大學的科學家確定"1950 DA"是由凡得瓦力凝聚在一起的碎石堆。

## 撞擊地球的可能性
1950 DA具有最佳測定的小行星軌道，其原因是：
- 軌道相對於黃道有適度的傾角（12度）[2]，減少了在軌道面上的攝動；
- 高精度的雷達天體測量，提供了距離和對可見光的波長測量的角度位置提供了補充；
- 有68年的觀測弧[2]；
- 不確定的區域受到共振的控制[13]。

主帶小行星(78) 黛安娜（直徑〜125公里）在2015年8月5日從距離1950 DA大約0.003 AU（450,000 km；280,000 mi）處掠過。以這樣的距離和大小，黛安娜對它軌道的擾動，足以使2880年（730年後）的軌道路徑受到顯著的影響。此外，在這段期間的亞爾科夫斯基效應也將導致1950 DA的旋轉，使它的軌道略有變化。如果1950 DA繼續在它當前的軌道上運行，可能在2880年3月16日接近地球時，將會在距離地球數百萬公里處掠過。因此，1950 DA撞擊地球的機會很低。在2015年12月7日得出的軌道解，顯示在2880年撞擊地球的機率只有8,300分之一（0.012%）。
像1950 DA這樣大小天體撞擊釋放出的能量將對氣候和生物圈造成重大的影響，也將對人類文明造成破坏性的影響。潛在撞擊的發現提高了人們對避免小行星撞擊的興趣。

## 註解
1. ↑  一份報告體積是1.14 km³ *，密度是3.5 g/cm³，估計質量（m=d*v）是3.99×1012 kg

## 外部連結
- MPEC 2001-A26 : 1950 DA = 2000 YK66 （页面存档备份，存于） (K00Y66K). MPC 4 January 2001
- 3D model （页面存档备份，存于） Rotating model of the asteroid (preferred rotation model is retrograde, NeoDys （页面存档备份，存于）)
- Asteroid Lightcurve Database (LCDB) （页面存档备份，存于）, query form (info （页面存档备份，存于）)
- Asteroids and comets rotation curves, CdR （页面存档备份，存于） – Observatoire de Genève, Raoul Behrend
- Discovery Circumstances: Numbered Minor Planets (25001)-(30000) （页面存档备份，存于） – Minor Planet Center
- 小行星29075 at NeoDyS-2, Near Earth Objects—Dynamic Site
  - Ephemeris · Obs prediction · Orbital info · MOID · Proper elements · Obs info · Physical info · NEOCC
- NASA JPL小天體瀏覽器上的小行星29075

| 前一小行星： (29074) 5160 T-3 | 小行星列表 | 後一小行星： (29076) 1972 TR8 |